# Андерсон, Альфред (ветеран)
Альфред Андерсон (англ. Alfred Anderson; 25 июня 1896 — 21 ноября 2005) — штаб-сержант вооружённых сил Великобритании, один из старейших ветеранов Первой мировой войны (прожил 109 лет, на момент своей смерти считался старейшим ветераном войны в Великобритании и в мире).

## Биография

### Ранние годы
Альфред Андерсон родился 25 июня 1896 года в шотландском Данди в семье столяра. Он был одним из шести детей в семье. Когда ему было шести лет, семья переехала в Ньютайл в округе Ангус, где его отец приобрёл столярную мастерскую и занялся изготовлением гробов. Окончил начальную школу и академию Харриса в Данди, в возрасте 14 лет стал подмастерьем у отца. В 1912 году Андерсон принял решение вступить в ряды Территориальной армии, а в июле 1914 года он отправился на сборы в Крифф.

### Первая мировая война
Вскоре началась Первая мировая война, и его территориальный батальон был переведён в режим боевой готовности — он был преобразован в 5-й батальон шотландского пехотного полка «Чёрная стража». После небольшого обучения Андерсон отправился в Европу в составе Британских экспедиционных сил. Первую группу британских солдат, прибывших в Европу, с подачи германского императора Вильгельма II окрестили «ничтожной мелкой армией», что позже переросло в ироничное прозвище «старые ничтожества» (англ. Old Contemptibles) в отношении ветеранов первых кампаний.
Альфред отслужил 18 месяцев на Западном фронте, участвуя во множестве кровопролитных сражений. Он был одним из участников знаменитого Рождественского перемирия на Рождество 1914 года между британскими и немецкими солдатами, оставаясь до своей кончины последним живущим свидетелем этого перемирия. С его слов, только в этот день он прекратил слышать постоянные шипения, грохоты и свисты пуль и снарядов, услышав впервые за два месяца вместо них рождественские песни. Также он был денщиком капитана Фергюса Боуза-Лайона, брата Елизаветы Боуз-Лайон — будущей королевы-консорта и королевы-матери. Андерсон и Боуз-Лайон участвовали в битве при Лоосе в 1915 году, в ходе которой погиб Фергюс.
Отличавшегося хладнокровием Альфреда нередко отправляли на разведку в «серые зоны», чтобы тот проверял наличие признаков готовившихся атак или подкопов со стороны немцев. Весной 1916 года во время одной такой вылазки, которая состоялась на участке фронта в районе Соммы, рядом с ним разорвался снаряд, в результате чего погибли несколько солдат, а Альфред был ранен осколками. Он получил тяжёлое осколочное ранение в заднюю часть шеи и пролежал весь день в траншее, прежде чем ночью к нему пришли на помощь. После ранения его отправили лечиться в Англию, а позже он продолжил службу уже в качестве инструктора в Рипоне (Северный Йоркшир).
Андерсон дослужился до штаб-сержанта британской армии. В конце Первой мировой войны ему предлагали продолжить службу и обещали звание сержант-майора, однако отец потребовал от Альфреда вернуться домой, чтобы помочь развивать его бизнес: старшие братья Альфреда уехали в Канаду. Альфред согласился помочь отцу, но с тех пор никогда не покидал пределов Британских островов и никогда не летал самолётом. После своего возвращения со службы Андерсон видел в городах множество скорбящих людей и испытывал чувство вины, встречая семьи своих погибших друзей.

### Последующие годы
Во время Второй мировой войны Андерсон служил в рядах отрядов местной обороны (британского ополчения), организовав ополчение в Ньютайле и продолжая работать в столярном деле. Он был председателем местного отделения Королевского британского легиона, председателем Общества шотландских крестьян (англ. Scottish Rural Workers' Society), руководителем местного бойскаутского движения и разных иных обществ (в том числе танцевального).
В 1956 году он закрыл свой бизнес, занявшись работой в составе местных властей в качестве оценщика имущества. На пенсию вышел в 1975 году в возрасте 79 лет, ближе к концу жизни перебрался в Алит к своей дочери и её мужу. Говоря о войне, он напоминал, что причинами войн во все времена были деньги и власть, а страдал при этом простой народ. В возрасте 105 лет Андерсон в последний раз в своей жизни участвовал в возложении венков в День памяти павших 11 ноября. Он утверждал, что две минуты молчания, которыми чтится память погибших, для него были особенно ценными на фоне многочисленных страшных звуков, которые он слышал в окопах. В своём почтенном возрасте Альфред сохранял хорошее здоровье, но в последние годы жизни испытывал горечь от того, что все его сослуживцы и близкие друзья к тому моменту умерли. Секретом своего долголетия он называл то, что никогда не курил и лишь в меру употреблял алкоголь.
10 ноября 1998 года был награждён орденом Почётного легиона в степени кавалера, приняв награду из рук генерального консула Франции в Шотландии в знак признания правительством Франции заслуг Андерсона во время его службы во Франции. Также он был последним на тот момент живущим кавалером Звезды 1914 года, вручавшейся ветеранам битвы при Монсе 1914 года.
В сентябре 2002 года принц Уэльский Чарльз нанёс Андерсону частный визит, встретившись с ним в его собственном доме в городе Алит. Встреча состоялась в день рождения ветерана, но поводом для визита стало ещё и то, что принц Чарльз узнал факт о службе Андерсона в качестве денщика Фергюса Боуз-Лайона. С самой королевой-матерью ветеран так и не успел встретиться, о чём сожалел всю свою жизнь: он рассказывал, что однажды встречу всё-таки удалось запланировать, однако Елизавета Боуз-Лайон тяжело заболела, и встреча так и не состоялась. Андерсон рассказал, что в годы войн солдаты стремились прожить каждый день по-настоящему и ценить время, чему он следовал всю свою жизнь. Позже принц Чарльз встретился с ветераном в замке Балхауси в Перте.
В 2003 году Андерсон был назван человеком года в Алите, а на день рождения он получил букет роз и рукописное письмо от принца Чарльза с поздравлениями. При этом в 2003 году Андерсон выразил недовольство отправкой своего бывшего полка в Ирак, заявив, что устал узнавать о бесконечных войнах и что ему жаль молодых людей, рискующих своей жизнью при встрече с неизвестным. В середине 2005 года в местной библиотеке Алита был установлен прижизненный бюст Альфреда Андерсона.
За два месяца до своей смерти Андерсон перебрался в дом престарелых недалеко от его родного дома. Также незадолго до своей он снялся в документальном сериале BBC «Последний Томми».

### Смерть
Альфред Андерсон скончался во сне утром 21 ноября 2005 года в доме престарелых Мандамалла (англ. Mundamalla) в шотландском Ньютайле. По свидетельству преподобного Нила Гарднера, настоятеля приходской церкви Алита и капитана полка Чёрной стражи, до последних дней Андерсон сохранял ясный ум и отличное чувство юмора. Соболезнования выразили многие официальные лица, среди которых были не только королева Елизавета II и принц Чарльз, но и уроженец Алита, член парламента Шотландии Мёрдо Фрейзер. Подполковник и секретарь полка Родди Ридделл (англ. Roddy Riddell) назвал смерть Андерсона «концом эпохи».
Андерсон пережил свою супругу Сюзанну Иддисон (англ. Susanna Iddison), на которой женился в 1917 году Рипоне. Она умерла в 1979 году, спустя два года после празднования «золотой свадьбы». Он воспитал пятерых детей — трёх дочерей (одна умерла ещё при жизни Альфреда) и двух сыновей. Также у него было 10 внуков, 18 правнуков и два праправнука.
Андерсон прожил 109 лет, став на тот момент старейшим ветераном Первой мировой войны в мире. Он был старейшим на тот момент жителем Шотландии, а также стал уникальным человеком, прожившим в трёх веках и жившим при шести британских монархах и 26 премьер-министрах. На тот момент в живых оставалось всего 8 британских ветеранов Первой мировой.
Было также объявлено, что бюст Андерсона будет экспонатом временной выставки музея Чёрной стражи в Перте.

## Награды
- Звезда 1914 года[англ.] (последний живший кавалер)[7]
- Кавалер ордена Почётного легиона (10 ноября 1998)[7]